# My Little Pony в кино
«My Little Pony в кино» (англ. My Little Pony: The Movie) — американо-канадский музыкальный фэнтезийный приключенческий анимационный фильм 2017 года, основанный на телевизионном мультсериале «My Little Pony: Дружба — это чудо», который был разработан в рамках перезапуска в 2010 году линии игрушек «My Little Pony» от компании Hasbro. Режиссёром и сценаристом являются ветераны мультсериала Джейсон Тиссен и Меган Маккарти соответственно. Роли в мультфильме озвучили как гости — Эмили Блант, Кристин Ченовет, Лев Шрайбер, Майкл Пенья, Сиа, Тэй Диггз, Узо Адуба и Зои Салдана, — так и регулярные актрисы из мультсериала — Тара Стронг, Эшли Болл, Андреа Либман, Табита Сен-Жермен и Кэти Уэслак.
Фильм был снят компаниями Allspark Pictures и DHX Media, используя традиционную анимацию, созданную с помощью Toon Boom Harmony. Премьера состоялась в Нью-Йорке 24 сентября 2017 года, и был выпущен 6 октября 2017 года в Северной Америке компанией Lionsgate, и в Канаде Entertainment One Films. Фильм получил неоднозначные отзывы критиков и собрал более 60 миллионов долларов по всему миру при бюджете в 6,5 миллионов долларов.

## Сюжет
В Кантерлоте полным ходом идёт подготовка к Фестивалю Дружбы. Сумеречная Искорка просит принцессу Луну и Селестию сместить солнце и луну, чтобы праздник получился ещё более красивым, однако принцессы объясняют ей, что всё получится и так чудесным, так как главное — участие. Искорка разочарована, но подруги приободряют её песней, и в конце концов принцесса Дружбы перестаёт нервничать.
В этот момент в город прилетает боевой дирижабль под руководством адмирала Бури — единорога, чей рог наполовину сломан. Она предлагает принцессам добровольно сдаться, но, получив отказ, начинает полноценное вторжение, используя магические каменные бомбы, чтобы окаменеть принцесс Искорки. Принцесса Селестия даёт принцессе Луне неполные инструкции обращаться за помощью к «королеве гиппопотамов» за пределы Эквестрии, прежде чем они оба окаменеют. Искорка при помощи друзей спасается, и в результате разрушения моста Шестёрка падает в водопад. Искорка покидает город вместе со своими пятью друзьями-пони — Пинки Пай, Радугой Дэш, Рарити, Эпплджек и Флаттершай — и её помощником драконом Спайком, которые присоединяются к поискам Искорки «гиппогрифов». В это время Буря и её помощник, ёж Грубер, связываются с королём Штормом, их предводителем, и докладывают об успешном захвате города, на что он объявляет о своём грядущем прибытии, дабы использовать силу принцесс в личных, коварных целях, и обещает за заслуги восстановить Буре рог.
Тем временем Главная Шестёрка берёт курс на юг в королевство Гиппогрифов — существ-наполовину птиц, наполовину пони — о которых успела крикнуть Селестия Луне перед попаданием магической бомбы. По пути они находят город Клуджтаун, где встречают кота-афериста Хитрого Хвоста, который под видом помощи хочет продать их для расплаты с долгами. Когда Хитрый Хвост начинает развивать настоящую дружбу с ними, Искорка обнаруживает атлас, который показывает, что «гиппопотамы» являются гиппогрифами, разоблачая Хитрого Хвоста. Когда прибывают Буря и Грубер, группа уклоняется от них на борту дирижабля. Хитрый Хвост же попадает в плен, но понимает, что был несправедлив к добрым пони, и в качестве извинений указывает злодеям неверный маршрут.
Как выясняется, гиппогрифы живут на горе Арис, куда друзья и ищут путь. На корабле их обнаруживает команда антропоморфных попугаев — бывших пиратов во главе с капитаном Гарпией, которые стали доставщиками сувениров у короля Шторма. Однако, после воодушевляющей песни Радуги Дэш пираты решают покончить с унылым настоящим. В заключение Дэш устраивает звуковую радугу в небе, чем выдаёт себя и друзей: Буря направляет дирижабль на таран, но преследуемых пони на нём так и не находит, поскольку те улетели на самодельном воздушном шаре. В ярости Буря уничтожает корабль пиратов.
Прилетев к горе Арис, друзья обнаружили разрушенный город без признаков жизни, однако Пинки Пай услышала, что кто-то поёт в цветке у воды. Как оказалось, это была принцесса подводного королевства — Небесная Звезда. Когда пони попадают туда, она знакомит их с матерью — королевой Ново — и рассказывает, как Шторм хотел захватить их королевство, но благодаря Ново все гиппогрифы ушли под воду и изменили свой облик. На просьбу помочь в битве против захватчика королева отвечает отказом, так как «жемчужина», их магический артефакт, не должна попасть в лапы злодея. Искорка пытается украсть артефакт, в то время как Пинки и другие под песню веселятся с Небесной Звездой. В наказание за попытку кражи, Ново изгоняет всех пони из своего королевства и говорит, что они такие же, как и армия короля.
На суше Искорка ссорится с подругами и бросает их, но Буря с приспешниками ловит её и направляет корабль на Кантерлот. По пути, при помощи песни, она рассказывает, что в детстве Урса-младший сломал ей рог, и больше с ней никто не дружил, а наоборот — признали изгоем, и с тех пор она поняла, что дружба — ложь, и действовать нужно самой. Только Шторм сможет вернуть ей рог при помощи волшебного посоха с силами четырёх аликорнов. Искорка жалеет её, но единорог не воспринимает этого.
Узнав о захвате подруги, все пять пони, Спайк, команда капитана Гарпии, Хитрый Хвост и принцесса Небесная Звезда объединяются и решают проникнуть в город в своеобразном «троянском коне» — гигантском торте. Король Шторм перемещает магию аликорнов в посох, становясь самым могущественным существом в мире. Играясь с полученной магией, он многократно сменяет солнце и луну. Попав в Кантерлот, команда спасения вступает в бой с армией короля — непонятными существами в масках; Небесная Звезда и пираты отвлекают врагов, а Хитрый Хвост и пони спешат во дворец, чтобы спасти Искорку. Используя Спайка как огнемёт, кот пробивает путь к замку, однако Король Шторм, замечая это, создаёт с помощью магии посоха огромный торнадо, дабы покончить со своими противниками.
Буря просит у короля, чтобы он восстановил ей рог (как и обещал), однако злодей раскрывает ей, что никогда не собирался помогать пони и лишь использовал её. На балконе завязывается небольшая потасовка, из-за которой внутрь урагана засасывает и Бурю, но Искорка спасает её, объясняя свой поступок тем, что друзей в беде не бросают. Внизу Пинки, используя свою «вечериночную» пушку, дабы преодолеть мощь ветра, закидывает героев на балкон, где Шторм собирается убить обеих пони. Они успевают вовремя и сбивают короля с ног, посох отлетает в сторону и застревает в витраже, начиная при этом разрушать тронный зал.
Объединившись с подругами, Искорка хватает посох и вместе с королём Штормом, который пытался достать его первым, улетают в ураган. Ветер стихает, и над городом появляется солнце, после чего принцесса дружбы спускается на крыльях, держа в копытах магический артефакт, и обнимается с подругами. Буря в этот момент видит, как ещё живой Шторм пытается убить всех шестерых подруг с помощью последней каменной бомбы, и жертвует собой, прыгая на злодея и попутно взрывая заряд, обращая обоих в камень. Статуя короля падает вниз и разбивается на куски, а Бурю спасает Искорка, после чего оживляет её посохом.
Бывшая злодейка приносит свои извинения и объясняет, что поняла смысл дружбы, после чего возвращает магическую силу принцессам, и всё вокруг восстанавливается. Фестиваль Дружбы, во время которого наступает ночь, происходит в ещё большей компании. Буря устраивает большой фейерверк, используя свою необычную магию (которая, как оказалось, даже сильнее, чем у нормальных единорогов), и получает новую подругу в лице Искорки. В самом конце на сцене выступает известная эквестрийская певица — пегас Серенада Трель.

## Роли озвучивали
| Действующее лицо                                   | Оригинальная озвучка                      |
| -------------------------------------------------- | ----------------------------------------- |
| Сумеречная Искорка (англ. Twilight Sparkle)        | Тара Стронг (вокал — Ребекка Шойкет)      |
| Эпплджек (англ. Applejack)                         | Эшли Болл                                 |
| Радуга Дэш (англ. Rainbow Dash)                    | Эшли Болл                                 |
| Пинки Пай (англ. Pinkie Pie)                       | Андреа Либман (вокал — Шеннон Чан-Кент)   |
| Флаттершай (англ. Fluttershy)                      | Андреа Либман                             |
| Рарити (англ. Rarity)                              | Табита Сен-Жермен (вокал — Кадзуми Эванс) |
| Спайк (англ. Spike)                                | Кэти Уэслак                               |
| Буря (англ. Tempest Shadow)                        | Эмили Блант                               |
| Принцесса Небесная Звезда (англ. Princess Skystar) | Кристин Ченовет                           |
| Король Шторм (англ. The Storm King)                | Лев Шрайбер                               |
| Грубер (англ. Grubber)                             | Майкл Пенья                               |
| Хитрый Хвост (англ. Capper)                        | Тэй Диггз                                 |
| Серенада Трель (англ. Songbird Serenade)           | Сиа                                       |
| Капитан Гарпия (англ. Captain Celaeno)             | Зои Салдана                               |
| Принцесса Луна (англ. Princess Luna)               | Табита Сен-Жермен                         |
| Королева Ново (англ. Queen Novo)                   | Узо Адуба                                 |
| Принцесса Селестия (англ. Princess Celestia)       | Николь Оливер                             |
| Ликс Сплитл                                        | Николь Оливер                             |
| Принцесса Каденс                                   | Бритт Маккиллип                           |
| Бойль                                              | Макс Мартини                              |
| Старший помощник Маллет                            | Марк Оливер                               |
| Верко                                              | Брайан Добсон                             |
| Коуд Ред                                           | Адам Бенгис                               |

## Производство

### Разработка
В San Diego Comic-Con International в 2012 году главный сценарист «My Little Pony: Дружба — это чудо» Меган Маккарти прокомментировала возможность создания художественного фильма, основанного на сериале, заявив, что она пока не знает, будет ли фильм снят. О съёмках было объявлено 20 октября 2014 года, в качестве сценариста выступил Джо Балларини, а сама Маккарти — в качестве соисполнительного продюсера. Президент Hasbro Studios Стивен Дэвис сказал, что «это даёт нам возможность рассказать более масштабную историю, которую, возможно, мы [не можем] рассказать по телевидению», и что «[это] также возможность расширить франшизу». Фильм является одним из первых, снятых на самофинансирующимся подразделении студии Hasbro — Allspark Pictures, которое также выпустило живую экранизацию мультсериала «Джем и Голограммы». Во время PonyCon AU 22 февраля 2015 года Маккарти сказала, что фильм не будет связан со спин-оффом «Девочки из Эквестрии», и что команда «изо всех сил старается, чтобы можно было убедиться, что это не просто расширенный эпизод».
Режиссёр «Дружба — это чудо» Джейсон Тиссен и Маккарти оба были утверждены в качестве режиссёра и сценариста фильма соответственно. Помимо Маккарти, исполнительными продюсерами фильма были назначены Майкл Фогель и руководители Hasbro Брайан Голднер и Стивен Дэвис. Фогель и Рита Сяо позже были объявлены соавторами вместе с Маккарти.
30 апреля 2016 года концепт-арт и другая информация были официально представлены на PonyRadioCon в Москве; панель включала дополнительные детали сюжета, такие как превращение главных героев в «морских пони» для части фильма.

### Актёрский состав
В первоначальном списке от Lionsgate был перечислены основные актрисы «My Little Pony: Дружба — это чудо» — Тара Стронг, Эшли Болл, Андреа Либман, Табита Сен-Жермен и Кэти Уэслак — вместе с Кристин Ченовет в роли нового персонажа. 12 февраля 2016 года было объявлено, что к актёрскому составу присоединилась Эмили Блант. К 27 апреля 2016 года переговоры о съёмках велись с актёрами Майклом Пенья и Узо Адубой, а 16 мая на свои роли были утверждены Лев Шрайбер и Тэй Диггз. 20 июня Эшли Болл заявила в Твиттере, что начала записывать песни к фильму. В июле 2016 года на Comic Con в Сан-Диего певица Сиа объявила, что озвучивает нового персонажа — «популярную пони-певицу» по имени Серенада Трель. 11 января 2017 года газета «Variety» сообщила, что к актёрскому составу присоединилась Зои Салдана. Ещё одна регулярная актриса «Дружба — это чудо», Николь Оливер, 23 января подтвердила в Твиттере, что также будет участвовать в съёмках фильма, вновь озвучив принцессу Селестию.

### Анимация
2 апреля 2016 года в качестве художника-мультипликатора к фильму присоединился Мишель Гань, ранее работавший над мультфильмом «Человек-паук: Через вселенные», созданным компанией Sony Pictures Animation. В начале октября 2016 года Гань сообщил, что на работу в штат в качестве помощника был нанят Ник Гипе. Он также упомянул, что фильм был анимирован с помощью программы Toon Boom Harmony вместо привычной Adobe Flash, которая используется в телесериале. По словам арт-директора Ребекки Дарт, они хотели сохранить внешний вид телешоу, а использование Toon Boom Harmony позволило им добавить «простые, но эффективные изменения» в дизайн для большого экрана, такие как глубина и тени для глаз и ушей персонажей и имитация сердцевидных вмятин на нижней части копыт. Производство фильма закончилось к 29 июля 2017 года.
Производство фильма закончилось к 29 июля 2017 года. Съёмочная группа использовала простое трёхмерное моделирование в Autodesk Maya для определения местоположения камеры, освещения, размещения персонажей и декораций, а также того, как персонажи будут выглядеть и выражать свои эмоции. Команда предварительной визуализации была в состоянии использовать 3D-фоны, которые в процессе разработки фильма стали более детализированными, чтобы интегрировать простые трёхмерные модели персонажей. Затем эта же команда смогла протестировать анимацию Toon Boom поверх этих сцен, используя вышеупомянутые настройки расположения в Maya, что помогло ускорить производство.

### Саундтрек
Официальный саундтрек был выпущен 22 сентября 2017 года на лейбле RCA Records.
Песни и саундтрек были написаны композитором «Дружба — это чудо» Дэниэлом Ингрэмом, который впервые объявил на GalaCon 2015, что будет сотрудничать с живым студийным оркестром для фильма. О своём участии в работе над фильмом Ингрэм сказал: «Я поставил себе задачу, чтобы раздвинуть рамки того, что было сделано в телешоу; написать что-то более эпичное». На PonyRadioCon было отмечено, что фильм будет иметь в общей сложности восемь оригинальных песен. В презентации для инвесторов на ярмарке игрушек Hasbro 17 февраля 2017 года это число сократилось до 7. В общей сложности было написано около 5800 страниц нот. Запись саундтрека продлилась с 5 по 11 июня 2017 года. Выход альбома, содержащего фоновые музыкальные партитуры из фильма, был запланирован на 16 ноября 2018 года.
Сиа представила оригинальную песню к фильму «Rainbow», которая была выпущена в качестве сингла 15 сентября 2017 года. Музыкальный клип на песню, позже выпущенный еженедельником Entertainment Weekly 19 сентября. Видео было снято Дэниэлом Аскилом с танцевальном выступлением Мэдди Зиглер, бывшей сотрудницей Сии, в видео танец пересекался со сценами из фильма. Датская группа Lukas Graham записала для фильма песню «Off to See the World», которая была использована в первом трейлере и в финальных титрах. Другими исполнителями, включенными в альбом, являются DNCE и CL.
Саундтрек фильма был выпущен на Spotify 7 октября 2017 года. Он включает в себя песню, вырезанную из фильма, под названием «Equestria», которая изначально должна была звучать в начале, но была заменена на «We Got the Beat».

## Выпуск
7 августа 2015 года компания Lionsgate объявила, что будет распространять и продавать фильм по всему миру, за исключением Китая. Фильм был продемонстрирован на Каннском кинофестивале 2016 года 10 мая вместе с восемью другими функциями Lionsgate, чтобы помочь продать фильм международным дистрибьюторам.
«My Little Pony в кино» изначально планировалось выпустить в Соединенных Штатах 3 ноября 2017 года, но впоследствии премьера была перенесена на 6 октября 2017 года. В кинотеатрах фильм сопровождался 5-минутной короткометражкой из веб-сериала «Hanazuki: Full of Treasures» от Hasbro Studios. Закрытый премьерный показ состоялся в Нью-Йорке 24 сентября 2017 года, за двенадцать дней до общенациональной даты релиза.

### Маркетинг
Hasbro выпустила множество игрушек на основе персонажей, наборов и реквизитов из фильма; подавляющее большинство продуктов было выпущено 1 августа 2017 года. Панель PonyRadioCon 2016 года включала краткий предварительный просмотр некоторых из запланированных товаров разрабатывается для фильма, в том числе футболки и изображения. 27 июля 2016 года коллекционная карточная игра «Мой маленький пони» намекнула в Твиттере о новом наборе карточек по мотивам фильма. Игрушечная линия Hasbro для фильма была показана и представлена на Toy Fair 2017 и на различных других игрушечных конвенциях.
Было объявлено о нескольких книгах и комиксах, связанных с фильмом: «My Little Pony: Annual 2018», который содержал «эксклюзивный контент из My Little Pony в кино» и был выпущен 10 августа 2017 года, и история-«приквел», выпущенная 1 августа. 23 января 2017 года Hachette Book Group перечислила пять разных книг для фильма, выпущенных 29 августа 2017 года. Книги, основанные на фильме, были продемонстрированы на BookCon 2017 4 июня, с гостевыми выступлениями Андреи Либман и Эшли Болл. IDW Publishing выпустила мини-серию комиксов из четырёх выпусков под названием «My Little Pony в кино: Предыстория», первый выпуск которой вышел 28 июня 2017 года. Viz Media выпустила художественную книгу для фильма 29 августа 2017 года. Комиксовая адаптация по мотивам фильма IDW была выпущена 27 сентября 2017 года.
Трейлер к фильму был выпущен онлайн 6 апреля 2017 года, а на следующий день в кинотеатрах вместе с фильмом «Смурфики: Затерянная деревня». Первый полноценный трейлер дебютировал в сети 28 июня 2017 года, и был выпущен вместе с «Гадкий я 3» через два дня. Ещё один трейлер был выпущен сайтом USA Today 12 сентября 2017 года. В тот же день на официальной странице My Little Pony в Facebook была организована прямая трансляция вопросов и ответов с двумя персонажами фильма — Пинки Пай (Андреа Либман) и Сумеречная Искорка (Тара Стронг). Другой трейлер был показан во время финала 12-го сезона шоу «В Америке есть таланты» 20 сентября 2017 года. 27 сентября 2017 года на официальной странице My Little Pony в Facebook прошла прямая трансляция вопросов и ответов с художественным руководителем Ребеккой Дарт, которая нарисовала Радугу Дэш (Эшли Болл).
30 сентября 2017 года специальный фильм «The Making of My Little Pony: The Movie» транслировался на Discovery Family, совместном предприятии между Discovery Communications (ныне Discovery, Inc.) и Hasbro; его посмотрели 18 000 зрителей.

### Домашние медиа
«My Little Pony в кино» был выпущен 19 декабря 2017 года для цифровых загрузок, а позднее — 9 января 2018 года для DVD, Blu-ray и On-demand. Его особенность включает в себя вырезанные сцены, музыкальное видео на песню «I’m the Friend You Need», три короткометражки с шестью главными пони, эксклюзивная короткометражка из серии «Девочки из Эквестрии», и короткометражный фильм «Hanazuki: Full of Treasures» в комплекте с театральным релизом фильма. Тем не менее, в домашнем медиа-релизе отсутствует звуковая дорожка Dolby Atmos, вместо этого использовано стандартное микширование DTS-HD Master Audio 5.1.
16 октября 2018 года было выпущено домашнее мультимедиа, объединяющее и этот фильм, и одноимённый фильм 1986 года, посвященный 35-летию линейки игрушек My Little Pony. Релизы содержат те же бонусные функции, что и его аналоги на DVD / Blu-ray.
По состоянию на апрель 2018 года, My Little Pony: в кино было продано более 200 000 копий DVD и 160 000 копий Blu-Ray.

## Приём

### Кассовые сборы
«My Little Pony в кино» собрал 21,9 млн долларов в Соединенных Штатах и Канаде, и 39,4 млн долларов на других территориях, в общей сложности 61,3 млн долларов при производственном бюджете в 6,5 млн долларов.
Ожидалось, что в США и Канаде фильм будет стоить от 10 до 17 миллионов долларов из 2528 кинотеатров в первые выходные. Мультфильм заработал 3 миллиона долларов в первый день, в том числе 290 тысяч долларов по предварительным просмотрам в четверг. В общей сумме он набрал 8,9 миллиона долларов и занял 4-е место в прокате после фильмов «Бегущий по лезвию 2049», «Между нами горы» и «Оно». Амид Амиди из Cartoon Brew заявил, что, несмотря на то, что сей факт сочли разочарованием, любые кассовые сборы фильма будут восприняты позитивно для Hasbro, поскольку оно связано с линией игрушек. Во второй уик-энд фильм упал на 54 %, заработав 4,1 миллиона долларов и опустившись на 9-е место.
Его крупнейшими рынками сбыта за пределами Северной Америки являются Китай с 7,4 млн долларов, Великобритания с 5 млн долларов, Россия с 2,3 млн долларов и Германия с 2,4 млн долларов.

### Критика
По оценке Rotten Tomatoes, рейтинг положительных отзывов составляет 48 % на основе 61 отзыва, а средний рейтинг — 5,2 / 10. На Metacritic фильм имеет среднюю оценку 39 из 100 на основе 13 отзывов, что указывает на «в целом неблагоприятные отзывы». Аудитории, опрошенные CinemaScope дали фильму средний балл «A−» по шкале от A+ до F.
Кэти Уолш из Los Angeles Times написала: «По правде говоря, этот фильм напоминает четыре эпизода сериала, соединённых вместе, и бывают моменты, особенно во время некоторых последних музыкальных номеров, где он действительно затягивается». Она также отметила анимацию фильма, сказав, что она «включает в себя плоский, красочный, выглядящий как субботний мультфильм (англ. „saturday-morning cartoon“) образ». Кристи Ленор из RogerEbert.com дала фильму 1,5 звезды из 4, критикуя повествование как «размытое» (англ. «all over the place») и имеющее «множество малоразвитых персонажей», в то же время отдавая должное фильму за сохранение творческого коллектива «My Little Pony: Дружба — это чудо». Джош Терри из Deseret News раскритиковал фильм, сказав, что родители должны «вкладывать свои деньги в новые игрушки My Little Pony», а не смотреть фильм.
Гвен Игнат из The A.V. Club присвоила фильму оценку «С», отдавая предпочтение улучшенной анимации по сравнению с телесериалом, но добавив, что «вы должны задаться вопросом, для чего он используется». Элизабет Вейцман из TheWrap положительно написала о фильме, сказав: «Как и его телевизионный предшественник, все одето в пузыри, кексы и радуги. Но она настолько переполнена воодушевляющей девичьей силой, что проходит тест Бекдел с (буквально) летящей окраской». Эми Николсон из Variety назвала фильм «сразу клишированным и исключительным», восхваляя его женских персонажей и называя историю «эмоционально мудрой».

### Награды
| Награда                        | Категория                                                                        | Номинант(ы) | Результат | Ссылка(и) |
| ------------------------------ | -------------------------------------------------------------------------------- | --- | --------- | --------- |
| Behind the Voice Actors Awards | Лучшая вокалистка в художественном фильме                                        | Тара Стронг (за роль Сумеречной Искорки) | Номинация | [ 92 ]    |
| Behind the Voice Actors Awards | Лучшая вокалистка в художественном фильме                                        | Эмили Блант (за роль Бури) | Номинация | [ 92 ]    |
| Behind the Voice Actors Awards | Лучшая вокалистка в художественном фильме                                        | Эшли Болл (за роль Радуги Дэш) | Номинация | [ 92 ]    |
| Behind the Voice Actors Awards | Лучшее женское вокальное исполнение в художественном фильме в роли второго плана | Узо Адуба (за роль Королевы Ново) | Номинация | [ 92 ]    |
| Behind the Voice Actors Awards | Лучший вокальный ансамбль в художественном фильме                                | Тара Стронг, Эшли Болл, Андреа Либман, Табита Сен-Жермен, Кэти Уэслак, Эмили Блант, Майкл Пенья, Лев Шрайбер, Тэй Диггз, Зои Салдана, Узо Адуба, Сия и Кристин Ченовет | Номинация | [ 92 ]    |